# Neoclytus regularis
Neoclytus regularis là một loài bọ cánh cứng trong họ Cerambycidae.